# آلفرد نوو
آلفرد نوو (انگلیسی: Alfred Neveu; ۲۴ دسامبر ۱۸۹۰ – ۲۰ مهٔ ۱۹۷۵) ورزشکار بابسلد اهل سوئیس بود.